# Cura Santa Cruz
Manuel Ignacio Santa Cruz Loidi (Elduayen, Guipúzcoa, 23 de mayo de 1842 - Buesaco, Colombia, 10 de agosto de 1926) fue un sacerdote y guerrillero carlista español conocido como el cura Santa Cruz. 
Fue uno de los guerrilleros carlistas más conocidos, por su valentía, pero también por su crueldad contra los liberales. Entró en conflicto con los mandos militares carlistas debido a su independencia y crueldad y se le obligó a dejar la lucha y pasar a Francia en julio de 1873 para volver en diciembre por poco tiempo, exiliándose después en Lille y Londres. Ingresó en la Compañía de Jesús y realizó una labor misionera en la Jamaica británica y Colombia, donde murió.

## Biografía
De humilde familia y huérfano en la infancia, gracias a la protección de un tío materno pudo ingresar en el Seminario de Vitoria, donde siguió todos los estudios eclesiásticos hasta ordenarse de sacerdote. Ya en sus tiempos de seminarista se habría distinguido más por la turbulencia de su carácter, fuerza y agilidad y amor a las aventuras, que por su afición al estudio. En 1866 fue destinado como párroco de Hernialde, una pequeña localidad situada a 27 km al sur de San Sebastián.
Tras la revolución de 1868 que derrocó a Isabel II, realizó propaganda activa en favor del carlismo. Detenido en octubre de 1870, consiguió huir a Francia (6 de octubre). En abril de 1872, al inicio de la Tercera Guerra Carlista, atravesó la frontera y se puso a la cabeza de una pequeña partida. Tras el convenio de Amorebieta, continuó guerreando y fue detenido nuevamente en agosto. Consiguió huir de sus captores y volvió a refugiarse en Francia para pasar otra vez la frontera en diciembre.

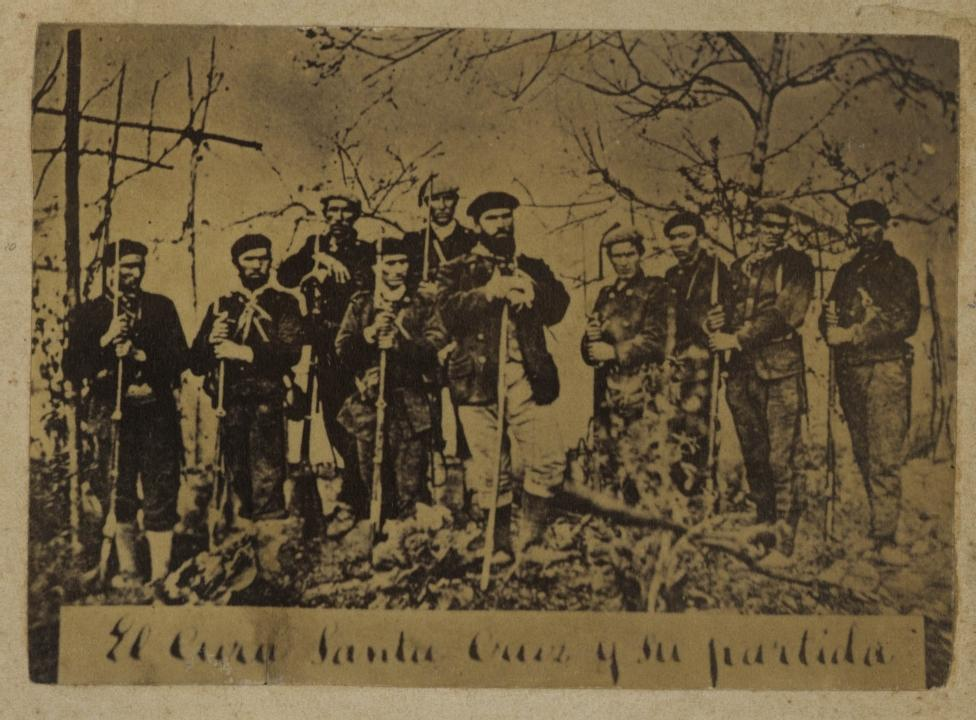
Reproducción de una fotografía de Ladislas Konarzewski con retrato colectivo de los integrantes de la partida de guerrilleros carlistas de Manuel Ignacio Santa Cruz Loidi, apodado "el Cura Santa Cruz", tomada en Vera de Bidasoa

De nuevo en España, reunió una partida de 50 hombres, escogiendo por campo de acción las Vascongadas y Navarra. Impetuoso, fanático y de un valor rayano en la temeridad, llegó a ser famoso en toda España, tanto por sus hazañas como por sus crueldades. Su solo nombre aterrorizaba a los pueblos de aquella comarca. Apaleaba a hombres y mujeres, incendiaba edificios, y tanto llegó a hacer, que sus mismos correligionarios decidieron adoptar severas medidas contra él. Sometido a un consejo de guerra por disposición del general carlista Lizárraga, que veía con indignación la conducta de Santa Cruz, fue condenado a muerte, pero se le indultó poco después.
No mucho antes (abril de 1873), el famoso cura había hecho fusilar al comandante carlista Juan Egozcue; envalentonado por la inmunidad de sus actos, hizo dictar un bando prohibiendo la circulación en toda la provincia de Guipúzcoa sin un salvoconducto suyo. Poco después fusiló a 23 carabineros en Endarlaza (Navarra), a los que habla prometido respetar la vida si se rendían, y siguió cometiendo toda clase de desmanes, como puede verse en la Historia contemporánea de Pirala, que es la principal fuente documental de su vida, pues los historiadores carlistas apenas lo mencionaron. Don Carlos le destituyó de sus cargos, y ante la persecución de que Santa Cruz era objeto, no solo de parte del Ejército liberal, sino también de los suyos, hubo de refugiarse nuevamente en Francia a principios de 1874.
Allí reunió una partida, a la que dotó de artillería, y volviendo a España se estableció en Arichulegui (Navarra), resistiendo durante mucho tiempo a liberales y carlistas, pues unos y otros le habían declarado fuera de la ley, hasta que, terminada la guerra, pudo pasar a Francia otra vez, y después a Inglaterra.
Según las memorias de Melgar, en una iglesia católica de Kensington, el mismo Don Carlos se encontró casualmente al Cura Santa Cruz. Al ver a su rey, Santa Cruz cayó de rodillas y golpeando el suelo con la frente le pidió perdón, diciendo sin cesar:

Perdón, Señor; perdón por todos mis crímenes; perdón por el descrédito que han podido atraer sobre nuestra santa Causa mis crueldades. Estaba loco, señor, de una locura patriótica, es verdad; pero que, como todas las locuras, me privaba de la razón. Dios me ha abierto, al fin, los ojos, y desde hoy, profundamente arrepentido, quiero consagrar el resto de mi vida a lavarme de mis faltas, practicando la caridad que tanto he desconocido.

### Misionero en América

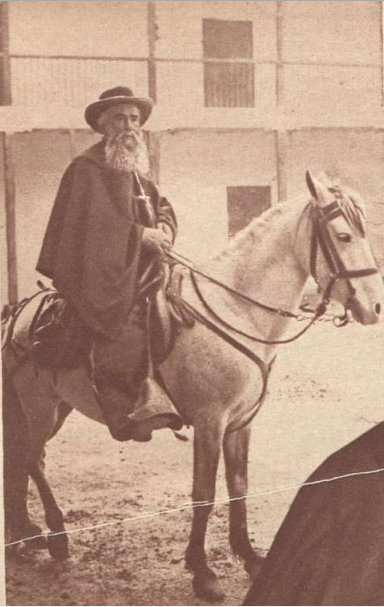
El Cura Santa Cruz en América

De Inglaterra embarcó hacia América, donde, tras rigurosa penitencia y después de haber obtenido la absolución del Papa, consiguió entrar en la Compañía de Jesús, que le dedicó a las Misiones y a la enseñanza, cumpliendo sus deberes religiosos durante más de cuarenta años con gran celo y abnegación.
Hasta los últimos años de su vida conservó el vigor físico y mental, así como el amor a la patria que nunca había de volver a ver; poco tiempo antes de su muerte escribió al general Miguel Primo de Rivera una carta pidiéndole una corneta del Ejército español, porque quería que al son de ella hiciesen sus ejercicios los alumnos del Colegio de Colombia. Le recordaba además que su tío Fernando Primo de Rivera, primer marqués de Estella, le tuvo prisionero y sentenciado a muerte, de la cual se libró gracias a su ingenio para sortear los peligros graves y «a sus buenas piernas», según textualmente decía.

## Recepción
La afamada crueldad de la que hizo relato Francisco Pi y Margall (y que confirma con mucha más extensión Íñigo Pérez de Rada Cavanilles) en una extensa relación de crímenes y desmanes, acusa al cura Santa Cruz de haber usado la sima de Egusquiza para despeñar a sus víctimas, de realizar saqueos a los ayuntamientos de Elorrio y Elduayen, así como a varios curas que no comulgaban con el carlismo. El sacerdote llegó a establecer el fusilamiento a toda persona, carteros incluidos, que circulara correspondencia, hizo descarrilar varios trenes cargados de pasajeros y en Berástegui fusiló al corregidor y apaleó hasta la muerte a cuatro guías de la villa.
Su biógrafo en la Enciclopedia Espasa diría de él:

Aquel hombre singular, cuya silueta moral sería aún muy difícil trazar imparcialmente, tan contradictoriamente se le ha juzgado, dio pruebas en la última guerra carlista no sólo de valor y crueldad, sino también de una sangre fría, astucia y serenidad que le permitían salir con bien de los mayores peligros. Varias veces estuvo prisionero y condenado á muerte; pero la fertilidad de su imaginación y sus fuerzas físicas burlaron siempre la vigilancia de sus carceleros. Y, sin embargo, este hombre, todo acción, de impetuosidad casi salvaje, de extraordinaria dureza de sentimientos, fué después modelo de religioso, y su último pensamiento fué para la patria, á la que, sin duda, había creído servir fielmente.

### El cura Santa Cruz en la literatura de Pío Baroja
Pío Baroja en Divagaciones Apasionadas, 1918, detalla lo que -según él- el destino deparó a los componentes de la partida:
- Francisco Arbeláiz, Praschcu, fusilado por el General Montserrat, si bien otras fuentes, Enciclopedia Auñamendi, afirman que fue fusilado en los sucesos de Endarlaza;
- Esteban Indart, "el corneta de Lasala" fusilado también por los carlistas;
- Ollarra, el gallo se une a Cabrera a favor de Alfonso XII;
- José Ramón Garmendia, "el estudiante de Lazcano que salió del seminario para unirse a la facción, vive en Francia;
- Portueche es cura en París, donde goza de la amistad de poderosos contrarrevolucionarios;
- Caperuchipi emigra a Argentina, donde se convierte en terrateniente;
- Arroschco se hace pelotari;
- "el lechugino" reside en Vera de Bidasoa;
- Juan Egozcue, al que Baroja nombra Egoscué, es fusilado por Santa Cruz;
- Soroeta, muerto en la batalla; y
- Beltza, desaparece...

Además, en la novela Zalacaín el aventurero (1909), Pío Baroja describe varias anécdotas de la partida del Cura Santa Cruz en el marco de la Tercera Guerra Carlista, así como una descripción física del mismo: 

Era un hombre regordete, más bajo que alto, de tipo insignificante, de unos treinta y tantos años.(...) Llevaba la boina negra inclinada sobre la frente, como si temiera que le mirasen a los ojos; gastaba barba ya ruda y crecida, el pelo corto, un pañuelo en el cuello, un chaquetón negro con todos los botones abrochados y un garrote entre las piernas. (...) tenía algo de esa personalidad enigmática de los seres sanguinarios, de los asesinos y de los verdugos; su fama de cruel y de bárbaro se extendía por toda España. Él lo sabía y, probablemente, estaba orgulloso del terror que causaba su nombre. En el fondo era un pobre diablo histérico, enfermo, convencido de su misión providencial.

En la misma novela describe a algunos de los miembros de su partida. Identifica a los lugartenientes del Cura Santa Cruz como:
- El Jabonero que tenía aspecto de militar, de hombre amable y bien educado. Había sido guardia civil.
- Luschía era uno de los tenientes del cura y además capitaneaba su guardia negra. Era alto, huesudo, de nariz fenomenal, enjuto y seco.

Baroja dice que Luschía tenía sus propios lugartenientes: Praschcu, Beltza y el corneta de Lasala. A Praschcu lo define como: "un mocetón grueso, barbudo, sonriente y rojo que, a juzgar por sus palabras no pensaba más que en comer y en beber bien (...) para Praschcu la guerra no era más que una serie de comilonas y borracheras."
El cura Santa Cruz fue protagonista en la novela "Gerifaltes de Antaño" de la trilogía "La Guerra Carlista" de Don Ramón del Valle Inclán.

### Filmografía
- Crónica de la guerra carlista, José María Tuduri (1986).
- Santa Cruz el cura guerrillero, José María Tuduri (1990).

- Datos: Q3399920
- Multimedia: Cura Santa Cruz / Q3399920